# V.24
Die Empfehlung V.24 der ITU-T ist in erster Linie dazu gedacht, eine Schnittstelle für die Datenfernübertragung zu standardisieren. Dazu beschreibt sie Schnittstellenleitungen und deren Funktion in einem Datenübertragungssystem zwischen einer Datenendeinrichtung (DEE, engl. DTE) und einer Datenübertragungseinrichtung (DÜE, engl. DCE).
Diese Empfehlung wurde zwischen der ersten Veröffentlichung 1964 und der Fassung von 2000 mehrfach den technischen Gegebenheiten angepasst. Von ursprünglich über 50 beschriebenen Funktionen sind seit dem Jahr 2000 noch 37 vorhanden.
Die DIN-Norm DIN 66020-1 entspricht der V.24 vom Stand 1996. Die amerikanische Norm RS-232 beschreibt ebenfalls Schnittstellenleitungen.
Die Verwendung dieser Schnittstellenleitungen ist den Geräteherstellern allgemein freigestellt, bei bestimmten analogen Modemtypen aber von der ITU-T empfohlen.

## Anwendungen
Durch Kombination der verschiedenen Schnittstellenleitungen lassen sich unterschiedliche Datenübertragungsvarianten realisieren:
- Serielle asynchrone Kommunikation (Computer-/PC-Technik)
- Serielle synchrone Kommunikation (professionelle Technik, z. B. das deutsche Datex-P-Netz)
- Datenübertragung über einen zusätzlichen Hilfskanal (Backward channel / Secondary channel); z. B. V.23-Modems bei Einführung von BTX
- Parallele Kommunikation (V.19; die V.20 ist veraltet)

## Entwicklung
Schnittstellenleitungen mit der Bezeichnung 1xx (102, 103.., 100er-Serie) sind für DEE-DÜE-Kommunikation (Modemfunktionen) vorgesehen.
Die seit dem Jahre 2000 entfernten Funktionen der 200er-Serie wurden für den Verbindungsaufbau in Wählnetzen entworfen. Die dazugehörige Prozedur (V.25), einer wahlfähigen Einrichtung die Wählzeichen zu übergeben, existiert noch, allerdings nur für die Richtung zum Übertragungsnetz. Die Schnittstellensteuerung der DEE über die V.24, Leitungen der 200er-Serie wurde entfernt.
Die nachfolgenden ITU-T-Empfehlungen V.25bis, V.250 (ehemals V.25ter) benutzen zum Verbindungsaufbau Leitungen der 100er-Serie.
Eine wahlfähige Einrichtung zum Verbindungsaufbau wird als Automatische Wähleinrichtung für Datenverbindungen (AWD) bezeichnet. Sie ist ein externes Gerät oder in ein Modem integriert.

## Beschriebene Schnittstellenleitungen

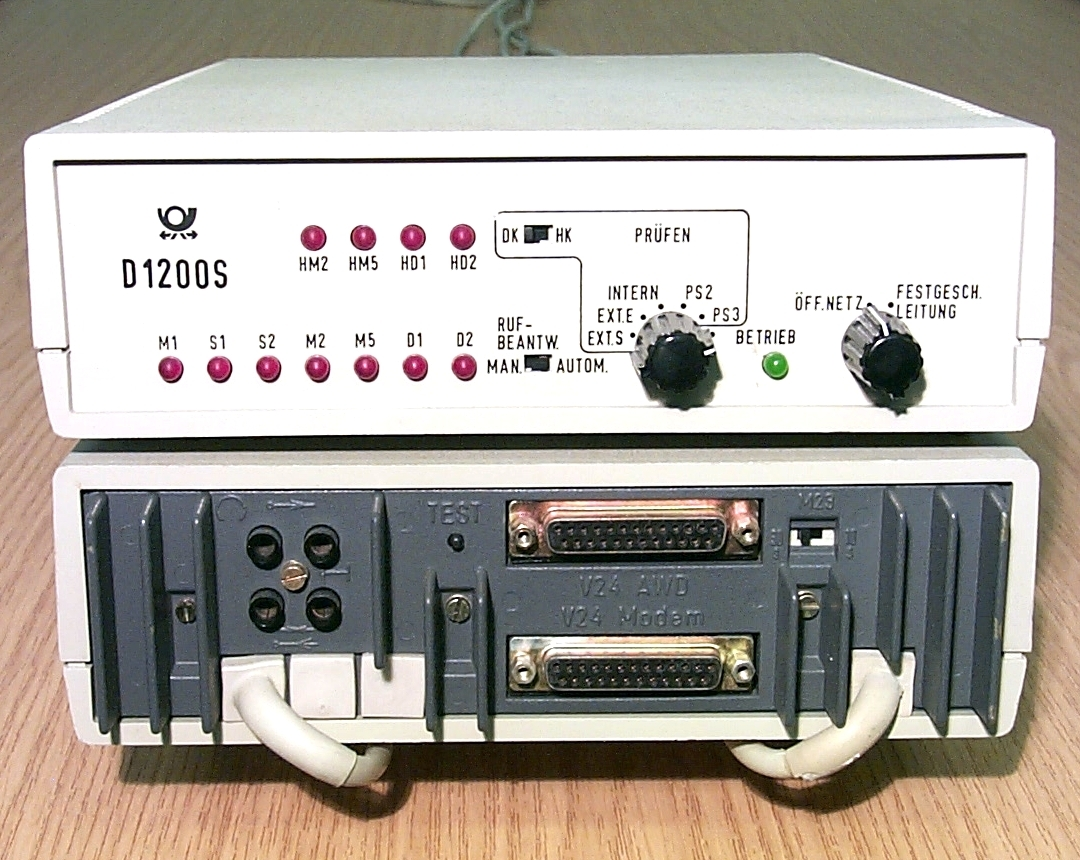
Älteres Modem mit Hilfskanal und integrierter AWD, Schnittstellenbezeichnung nach DIN 66020-1. Dieses Modem wurde geringfügig geändert als "Anbietermodem" im BTX-System genutzt.

Obwohl die internationalen Normen teilweise ähnlich sind, ist die Namensgebung sehr unterschiedlich:
- ITU nummeriert die Schnittstellen ab 100 bzw. ab 200.
- DIN vergibt Buchstaben mit fortlaufenden Ziffern aufgrund der Funktion:
  - E = Erd- oder Masseleitung
  - D = Datenleitung
  - S = Steuerleitung
  - M = Meldeleitung
  - T = Taktleitung
  - P = Prüfleitung
    - PS = Prüf-Steuerung
    - PM = Prüf-Meldung

  - H = Hilfskanal
    - HD = Hilfskanal-Daten
    - HS = Hilfskanal-Steuerung
    - HM = Hilfskanal-Meldung

  - W = Wählbit
- RS-232 benutzt eine Namensgebung ähnlich DIN, aber nur mit Buchstaben:
  - A = Erd- oder Masseleitung
  - B = Datenleitung
  - C = Steuer- oder Meldeleitung
  - D = Taktleitung
  - S = Hilfskanal

Die in der ersten Spalte der Tabelle stehenden Abkürzungen werden umgangssprachlich benutzt. Die Pin-Nummer bezieht sich auf die Bauform D-Sub-25.

ISO 2110, DB-25 a 25-pol Stift (männlich), DEE/DTE
ISO 2110, DB-25 a 25-pol Buchse (weiblich), DÜE/DCE

| | ITU   | DIN  | RS-232 | Pin | Beschreibung nach DIN 66020-1                | Beschreibung nach ITU-T V.24 / RS-232                              |
| --- | ----- | ---- | ------ | --- | -------------------------------------------- | ------------------------------------------------------------------ |
| Erdleitungen (Rückleitungen, Masseverbindungen)                                                                  |       |      |        |     |                                              |                                                                    |
| GND | 102   | E2   | AB     | 7   | Betriebserde                                 | Signal ground or common return / Signal ground                     |
| | 102a  | E2a  |        |     | DEE-Rückleiter                               | DTE common return                                                  |
| | 102b  | E2b  |        |     | DÜE-Rückleiter                               | DCE common return                                                  |
| | 102c  | E2c  |        |     | Rückleiter für Einfachstrom-Schnittstellen   | Common return                                                      |
| Daten-Schnittstellen                                                                                             |       |      |        |     |                                              |                                                                    |
| TXD,TX,TD | 103   | D1   | BA     | 2   | Sendedaten                                   | Transmitted datas. Anm. 1                                          |
| RXD,RX,RD | 104   | D2   | BB     | 3   | Empfangsdaten                                | Received datas. Anm. 1                                             |
| Schnittstellen zur Steuerung einer Datenübertragung                                                              |       |      |        |     |                                              |                                                                    |
| | 108/1 | S1.1 |        | 20  | Übertragungsleitung anschalten               | Connect data set to lines. Anm. 2                                  |
| DTR | 108/2 | S1.2 | CD     | 20  | DEE betriebsbereit                           | Data terminal readys. Anm. 2                                       |
| RTS | 105   | S2   | CA     | 4   | Sender einschalten                           | Request to sends. Anm. 3                                           |
| | 124   | S3   |        |     | Alle Frequenzgruppen verwenden               | Select frequency groups                                            |
| SEL | 111   | S4   | CH     | 23  | Hohe Übertragungsgeschwindigkeit einschalten | Data signalling rate selector (DTE source)s. Anm. 4                |
| | 126   | S5   |        | 11  | Hohe Sendefrequenzlage einschalten           | Select transmit frequency                                          |
| | 127   | S6   |        |     | Niedrige Empfangsfrequenzlage einschalten    | Select receive frequency                                           |
| RFR | 133   | S7   | CJ     | 4   | Empfangsdaten abrufen                        | Ready for receivings. Anm. 3                                       |
| | 116/1 | S8.1 |        |     | Ersatzbetrieb einschalten                    | Back-up switching in direct mode                                   |
| | 116/2 | S8.2 |        |     | Ersatzbetrieb vorbereiten                    | Back-up switching in authorized mode                               |
| | 130   | S9   |        |     | Bestätigungston senden                       | Transmit backward tone                                             |
| | 136   | S10  |        |     | Kurze Nachwirkzeit                           | New signal                                                         |
| | 129   | S11  |        |     | Empfangsteil einschalten                     | Request to receive                                                 |
| | 132   | S12  |        |     | Datenbetrieb ablösen                         | Return to non-data mode                                            |
| Schnittstellen zur Steuerung eines Hilfskanals (Backward- oder Secondary-Channel)                                |       |      |        |     |                                              |                                                                    |
| SXMT | 118   | HD1  | SBA    | 14  | Hilfskanal-Sendedaten                        | Transmitted backward channel data                                  |
| SRCV | 119   | HD2  | SBB    | 16  | Hilfskanal-Empfangsdaten                     | Received backward channel data                                     |
| SRTS | 120   | HS2  | SCA    | 19  | Hilfskanal-Sendeteil einschalten             | Transmit backward channel line signal / Secondary request to send  |
| SCTS | 121   | HM2  | SCB    | 13  | Hilfskanal-Sendebereitschaft                 | Backward channel ready / Secondary clear to send                   |
| SDCD | 122   | HM5  | SCF    | 12  | Hilfskanal-Empfangssignalerkennung           | Backward channel received line signal detector                     |
| | 123   | HM6  |        |     | Hilfskanal-Empfangsgüte                      | Backward channel signal quality detector                           |
| Taktleitungen für synchrone Datenübertragung                                                                     |       |      |        |     |                                              |                                                                    |
| TCK | 113   | T1   | DA     | 24  | Sendeschrittakt zur DÜE                      | Transmitter signal element timing (DTE source)                     |
| XCK | 114   | T2   | DB     | 15  | Signalelement-Sendetakt von der DÜE          | Transmitter signal element timing (DCE source)                     |
| | 128   | T3   |        |     | Empfangsschrittakt zur DÜE                   | Receiver signal element timing (DTE source)                        |
| RCK | 115   | T4   | DD     | 17  | Signalelement-Empfangstakt                   | Receiver signal element timing (DCE source)                        |
| | 131   | T5   |        |     | Empfangsseitige Abtastmarkierung             | Received character timing                                          |
| Steuerleitungen für Prüfzustände                                                                                 |       |      |        |     |                                              |                                                                    |
| | 140   | PS2  |        | 21  | Ferne Prüfschleife / Prüfbetrieb einschalten | Loopback / Maintenance test                                        |
| | 141   | PS3  |        | 18  | Nahe Prüfschleife einschalten                | Local loopback                                                     |
| Meldeleitungen für die Datenübertragung                                                                          |       |      |        |     |                                              |                                                                    |
| DSR | 107   | M1   | CC     | 6   | Betriebsbereitschaft                         | Data set ready                                                     |
| CTS | 106   | M2   | CB     | 5   | Sendebereitschaft                            | Ready for sending / Clear To send                                  |
| RNG, RI | 125   | M3   | CE     | 22  | Ankommender Ruf                              | Calling indicator / Ring indicator                                 |
| | 112   | M4   | CI     | 12  | Hohe Übertragungsgeschwindigkeit             | Data signalling rate selector (DCE source)s. Anm. 3                |
| DCD, CD | 109   | M5   | CF     | 8   | Empfangssignalerkennung                      | Data channel received line signal detector / (Data) Carrier detect |
| SQD | 110   | M6   | CG     | 21  | Empfangsgüte                                 | Data signal quality detector                                       |
| | 134   | M7   |        |     | Empfangsdaten-Kennzeichnung                  | Received data present                                              |
| | 117   | M8   |        |     | Ersatzbetrieb                                | Standby indicator                                                  |
| Meldeleitung über Prüfzustand                                                                                    |       |      |        |     |                                              |                                                                    |
| | 142   | PM1  |        | 25  | Prüfzustand                                  | Test indicator                                                     |
| Analoge Schnittstellen zur Sprachantwort                                                                         |       |      |        |     |                                              |                                                                    |
| | 191   | A1   |        |     | Gesendete Sprachantwort                      | Transmitted voice answer                                           |
| | 192   | A2   |        |     | Empfangene Sprachantwort                     | Received voice answer                                              |
| Schnittstellen der 200er-Serie zur Steuerung einer AWD nach ITU V.25 bzw. DIN 66021-4 (separate Steckverbindung) |       |      |        |     |                                              |                                                                    |
| | 201   | E22  |        | 7   | Betriebserde                                 | Signal ground or common return                                     |
| | 206   | W21  |        | 14  | Wählbit 1                                    | Digit signal (20)                                                  |
| | 207   | W22  |        | 15  | Wählbit 2                                    | Digit signal (21)                                                  |
| | 208   | W23  |        | 16  | Wählbit 3                                    | Digit signal (22)                                                  |
| | 209   | W24  |        | 17  | Wählbit 4                                    | Digit signal (23)                                                  |
| | 202   | S21  |        | 4   | Übertragungsleitung belegen                  | Call request                                                       |
| | 211   | S22  |        | 2   | Wählzeichen übernehmen                       | Digit present                                                      |
| | 203   | M21  |        | 22  | Übertragungsleitung belegt                   | Data line occupied                                                 |
| | 210   | M22  |        | 5   | Wählzeichenübernahmebereitschaft             | Present next digit                                                 |
| | 205   | M23  |        | 3   | Wahl erfolglos                               | Abandon call                                                       |
| | 204   | M24  |        | 13  | Gerufene Station angeschaltet                | Distant station connected                                          |
| | 213   | M25  |        | 6   | Funktionsbereitschaft                        | Power indication                                                   |

Anmerkung 1: Dies gilt nur für eine serielle Datenübertragung. Parallelmodems nach V.19 haben eine andere Belegung.
Anmerkung 2: Es gibt zwei Möglichkeiten, eine Datenübertragung zu beginnen:
- 108/1: Durch Aktivierung dieser Schnittstelle belegt das Übertragungsgerät sofort die Leitung, das Vorhandensein eines Gegengerätes wird nicht überprüft. Diese Möglichkeit ist deshalb nur bei festgeschalteten Verbindungen sinnvoll.
- 108/2: Die DEE ist betriebsbereit, das Übertragungsgerät wartet auf Aktivierung. Ein ankommender Ruf, das manuelle Drücken der Datentaste des Benutzers oder die Schnittstellenleitung M24 einer AWD schaltet das Übertragungsgerät an die Leitung.

Anmerkung 3: Die doppelte Pinbelegung von RTS und RFR führt oft zu Irritationen bei einer Datenflusskontrolle. Dieses wird in der ITU-T Empfehlung V.43 beschrieben.
Anmerkung 4: RS-232 legt die Leitungen CH und CI auf den gleichen Pin 23; sie sind nicht gleichzeitig nutzbar.

## Messgeräte an Schnittstellen

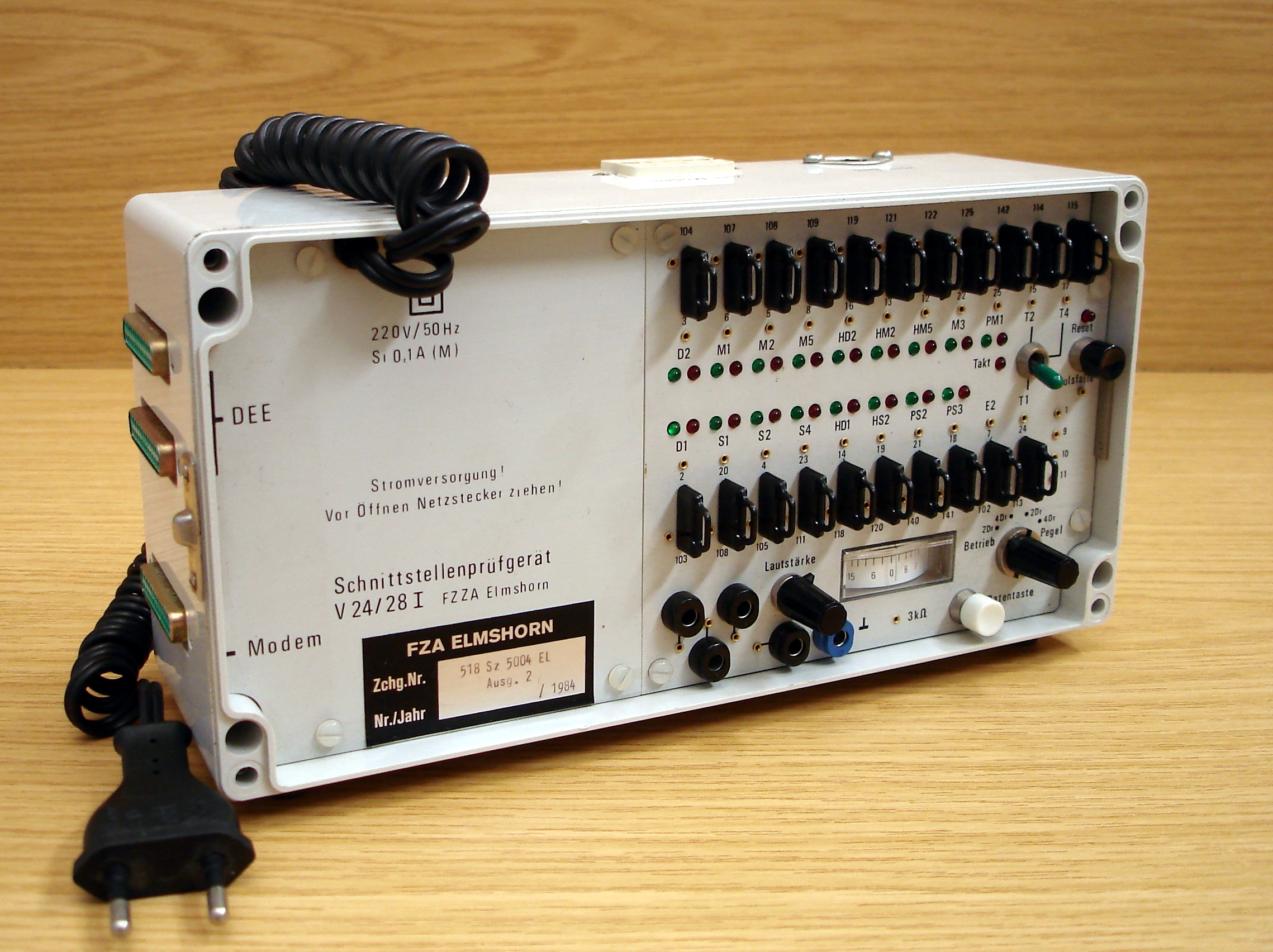
Schnittstellentester 100er-Serie
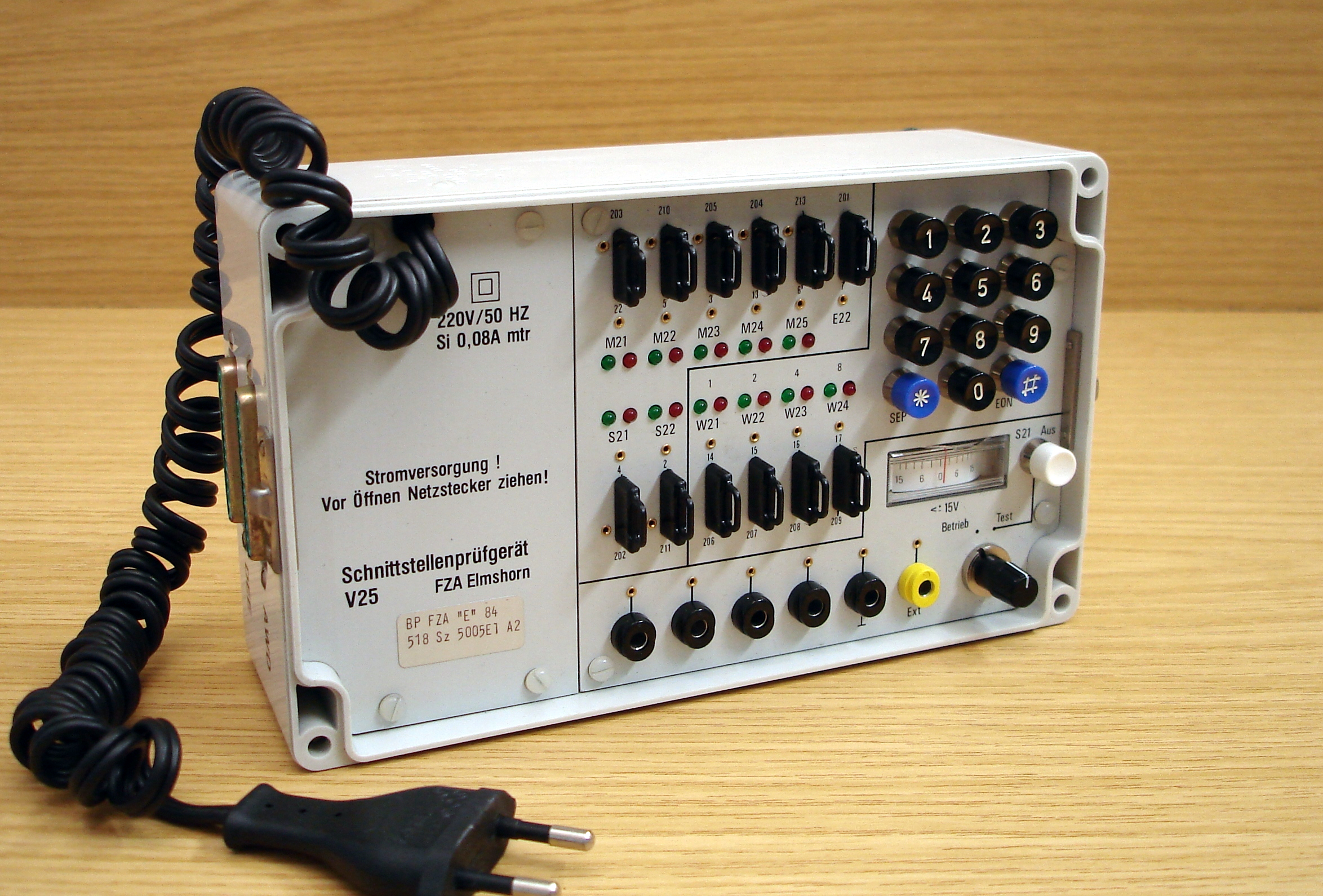
Schnittstellentester 200er-Serie

## Zusätzliche internationale Normen der ITU und der ISO
- Mechanische Beschreibung von oft verwendeten Verbindungen:
  - ISO 2110 (25-polig), Anwendung bei allgemein gebräuchlichen analogen Modems; häufig im Laborslang auch „Cannon-Stecker“ genannt.
  - ISO 4902 (37-polig), Anwendung bei Modems nach V.36
  - ISO 4903 (15-polig), Anwendung in synchronen Datennetzen nach X.21
  - ISO 2593 (34-polig), Anwendung bei Modems nach V.35, oft auch als MRAC-Stecker bezeichnet

- Elektrische Eigenschaften der zu übertragenden Signale:
  - V.10,
  - V.11,
  - V.28,
  - X.26,
  - X.27

Üblicherweise werden bei analogen Modems (auch in der PC-Technik, ⇒ COM-Schnittstelle) Pegel nach V.28 verwendet.
- Datenübertragungsformate:
  - V.4